# 口づけ (Fayrayの曲)
「口づけ」（くちづけ）は、2004年10月13日にリリースされたFayrayの18thシングル。発売元はR and C。

## 収録曲
1. 口づけ
  - 作詞・作曲：Fayray、編曲：小林哲
2. Landslide
  - 作詞・作曲：スティーヴィー・ニックス、編曲：Fayray

スティーヴィー・ニックスの同曲のカバー。
3. Someday
  - 作詞・作曲：Fayray、編曲：林正樹
4. Someday（Jazz version）

## 参加ミュージシャン
口づけ
- Fayray：Piano
- 亀井俊和：Drums
- 林正樹：Electronic Piano
- 小林哲：Programming

Landslide
- Fayray：Piano

Someday
- 林正樹：Piano

## タイアップ
- 東海テレビ・フジテレビ系ドラマ『愛のソレア』主題歌（#1）